# بیست و پنجمین دوره جشنواره بین‌المللی فیلم فجر
بیست و پنجمین دورهٔ جشنوارهٔ فیلم فجر از ۱۲ تا ۲۲ بهمن ۱۳۸۵ در برج میلاد تهران برگزار شد.

## فهرست برگزیدگان

### تقدیر
تقدیر: وحید موسائیان (سرزمین گمشده)
تقدیر: منوچهر طیاب (دریای پارس (فیلم مستند)|دریای پارس)
تقدیر: محمدرضا اصلانی (خاطرات پیرمرد ۷۵ ساله)
تقدیر: تک‌درخت‌ها (سعید ابراهیمی‌فر)
تقدیر: مینای شهر خاموش (امیرشهاب رضویان)
تقدیر: روز سوم (محمدحسین لطیفی)
تقدیر: عزت‌الله انتظامی (مینای شهر خاموش)

### دیپلم افتخار
- بهترین تدوین: محمدعلی سجادی برای فیلم «مخمصه» ۱۳۸۵
- ویزیت (ناصر ناصرپور)
- تهران انار ندارد (مسعود بخشی)
- مهرداد اسکویی (روزهای بی‌تقویم)
- بهترین موسیقی متن: کامبیز روشن‌روان (بچه‌های ابدی)
- بهترین تدوین: محمدعلی سجادی (مخمصه)
- نقش اول مرد: خسرو شکیبایی (اتوبوس شب)

## بخش مسابقهٔ سینمای ایران
جایزهٔ ویژهٔ هیئت داوران: محمدحسین لطیفی (روز سوم)
جایزهٔ ویژهٔ هیئت داوران: امیرشهاب رضویان (مینای شهر خاموش)
بهترین فیلم کوتاه داستانی: وزن بودن (حمید بهرامی)
بهترین فیلم مستند: خاطرات یک هفتاد و پنج ساله (محمدرضا اصلانی)
بهترین کارگردان مستند: مسعود بخشی (تهران انار ندارد)
پیروز کلانتری (تهران، چند درجه ریشتر)
محمدرضا اصلانی (خاطرات یک هفتادو پنج ساله)
سیمرغ بلورین ویژه هنر و تجربه: محمود کلاری (خون‌بازی)
جایزهٔ ویژهٔ سینمای ملی ایران به نگاه ملی: فرش ایرانی (کار گروهی ۱۵ تن از کارگردانان برجستهٔ ایران) تهیه‌کننده: رضا میرکریمی
جایزهٔ سیمرغ بلورین بهترین فیلم از نگاه تماشاگران: مسعود ده‌نمکی (اخراجی‌ها) و داریوش مهرجویی (سنتوری)

### سیمرغ بلورین
| سیمرغ بلورین بهترین فیلم | سیمرغ بلورین بهترین کارگردانی |
| --- | --- |
| - روز سوم – علیرضا جلالی و حمید آخوندی - اتوبوس شب – مهدی همایون‌فر - مینای شهر خاموش – امیرشهاب رضویان                                                                          | - محمدحسین لطیفی – روز سوم - امیرشهاب رضویان – مینای شهر خاموش - محمدمهدی عسگرپور – اقلیما - کیومرث پوراحمد – اتوبوس شب - بهرام توکلی - پابرهنه در بهشت         |
| سیمرغ بلورین بهترین بازیگر نقش اول مرد | سیمرغ بلورین بهترین بازیگر نقش اول زن |
| - بهرام رادان – سنتوری در نقش علی سنتوری - سعید پورصمیمی – تک‌درخت‌ها - خسرو شکیبایی - اتوبوس شب در نقش عمو رحیم (دیپلم افتخار) - مسعود رایگان – خون‌بازی - پوریا پورسرخ – روز سوم | - باران کوثری – خون‌بازی در نقش سارا و روز سوم در نقش سمیره - پریوش نظریه – تک‌درخت‌ها - رؤیا تیموریان – گوشواره                                                   |
| بهترین بازیگر نقش مکمل مرد | بهترین بازیگر نقش مکمل زن |
| - افشین هاشمی – پابرهنه در بهشت - مهرداد صدیقیان – اتوبوس شب - جعفر والی – پاداش سکوت - صابر ابر – مینای شهر خاموش - حامد بهداد – روز سوم                                       | - پانته‌آ بهرام – بچه‌های ابدی - بیتا فرهی – خون‌بازی در نقش سارا (مادر سیما) - پریوش نظریه – پاداش سکوت                                                           |
| سیمرغ بلورین بهترین فیلمنامه | سیمرغ بلورین بهترین موسیقی متن |
| - خون‌بازی – رخشان بنی‌اعتماد، فرید مصطفوی، محسن عبدالوهاب و نغمه ثمینی - روز سوم – مهدی سجاده‌چی                                                                                  | - بچه‌های ابدی – کامبیز روشن‌روان - مینای شهر خاموش – داریوش تقی‌پور - سنتوری – اردوان کامکار - روز سوم – علیرضا کهن‌دیری                                           |
| بهترین صداگذاری | بهترین صدابرداری |
| - قاعدهٔ بازی – محمدرضا دلپاک | - پابرهنه در بهشت – حسن زاهدی و داریوش صادق‌پور - اخراجی‌ها – محمدرضا شجاعی و مجید میرفخرایی - خون‌بازی و مینای شهر خاموش – یدالله نجفی - روز سوم – بهروز معاونیان |
| بهترین طراحی صحنه و لباس | سیمرغ بلورین بهترین فیلم‌برداری |
| - روز سوم – محسن نوروزی - مینای شهر خاموش – مهرداد زاهدیان - پابرهنه در بهشت - مجید لیلاجی - اخراجی‌ها - مجید میرفخرایی و محمدرضا شجاعی - قاعدهٔ بازی – احمدرضا معتمدی            | - پابرهنه در بهشت – حمید خضوعی ابیانه - تک‌درخت‌ها – همایون پایور - خون‌بازی – جهانگیر کوثری - قاعدهٔ بازی – فرج حیدری - روز سوم – ابراهیم غفوری                    |
| بهترین چهره‌پردازی | بهترین |
| - خون‌بازی – مهرداد میرکیانی - روز سوم – علی سام‌خواه | |
| سیمرغ بلورین بهترین تدوین | سیمرغ بلورین بهترین جلوه‌های ویژه |
| - خون‌بازی – سپیده عبدالوهاب - مینای شهر خاموش – فرامرز هوتهم | - قاعدهٔ بازی – محسن روزبهانی و علاءالدین پژمان - اخراجی‌ها – بهنام خاکسار و جواد شریفی‌راد - روز سوم – محسن روزبهانی                                              |
| جایزهٔ ویژهٔ هیئت داوران برای بازیگری | بهترین فیلم کوتاه |
| - عزت‌الله انتظامی - مینای شهر خاموش - پرویز پرستویی - پاداش سکوت | |

## بزرگداشت‌ها
- علی نصیریان، بازیگر
- یدالله صمدی، فیلمنامه‌نویس و کارگردان